# تأريخ زمني خلقي

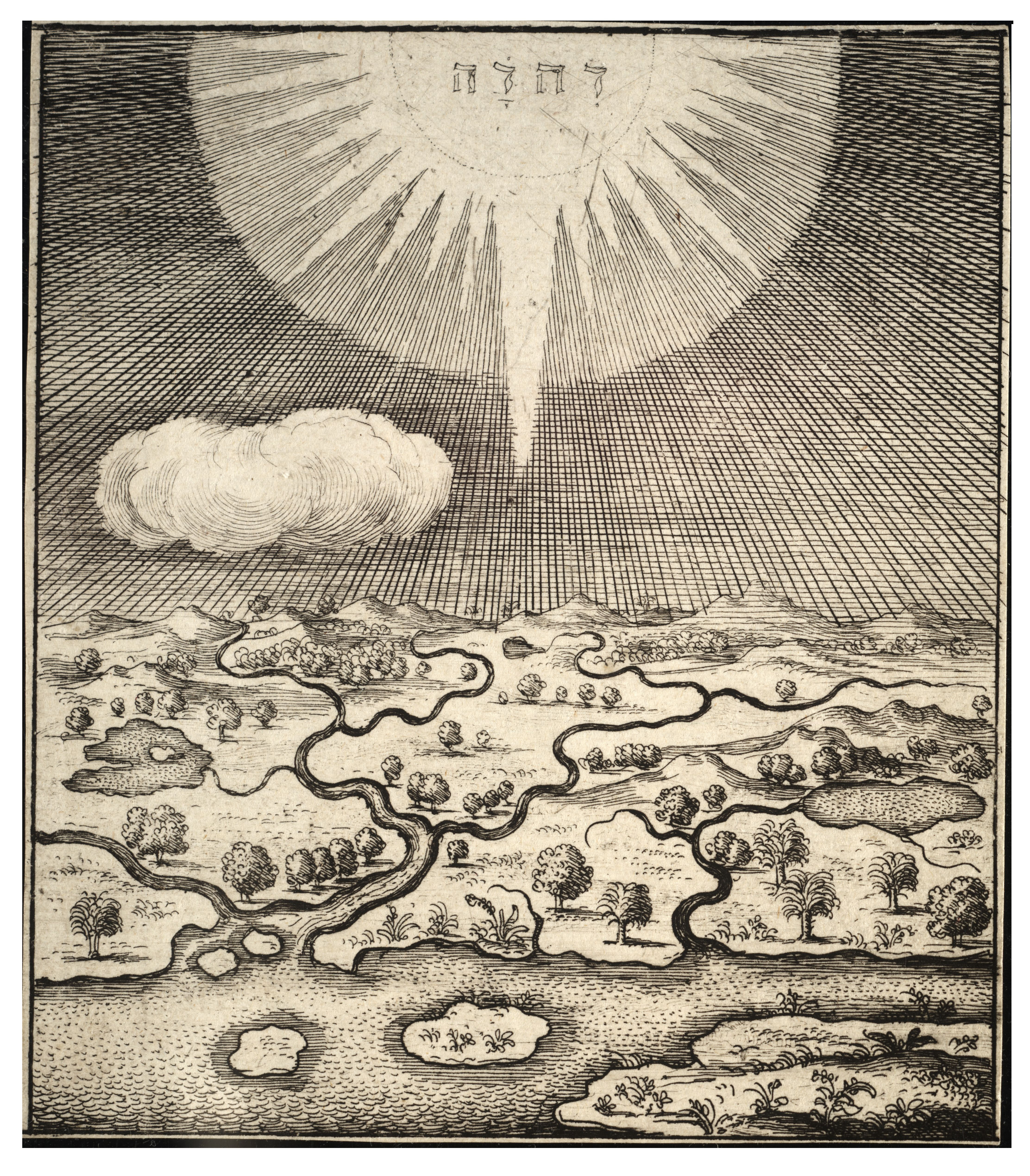
خلق العالم كما ورد ذكره في سفر التكوين.

التأريخ الزمني الخلقي هو محاولة الوصول إلى تخمين لعمر الأرض وعمر الكون من خلال أساطير الأصل في المعتقدات الدينية التقليدية والحضارات البشرية المتنوعة عبر التاريخ. تعتبر الكثير من المعتقدات الدينية التقليدية أن الأرض أو الكون بأكمله ظهر إلى الوجود نتيجة حدث خلقي كبير أجراه إله واحد أو عدد من الآلهة. إذ بعد أن بدأت هذه الثقافات بتطوير التقاويم الزمنية، بدأ الكثيرون بطرح السؤال حول الوقت الذي مضى منذ ذلك الحدث الخلقي.

## عند السومريون والبابليون
يذكر التصنيف التقليدي القديم المعروف باسم قائمة ملوك سومر عددًا من الملوك الأسطوريين قبل الطوفان العظيم معطيًا كلًا منهم فترة حكم تُقدر بعشرات آلاف السنين. إذ يُذكر أن الملك السومري الأول ألوليم من إريدو (تل أبو شهرين حاليًا) حكم لمدة 28800 سنة، تلاه عدد من الملوك الآخرين لفترات حكم مشابهة. حكم هؤلاء الملوك قبل الطوفان العظيم بالمجمل لمدة 241200 سنة منذ أن «أُنزلت الملكية من الجنة» إلى أن مسح «الطوفان العظيم» سطح الأرض.
أظهرت عمليات التنقيب الأثرية في العراق أدلة على حدوث طوفان محلي في مدينة شوروباك الأثرية (المعروفة باسم تل فارا حاليًا) وعدد من المدن السومرية الأخرى، جميعها تعود إلى الوقت ذاته. تُوجد طبقة من الرواسب النهرية العائدة إلى عام 2900 قبل الميلاد -وفقًا للتقدير الزمني بالكربون المشع- والتي تعترض استمرارية المستعمرة البشرية ممتدة شمالًا وصولًا إلى مدينة كيش الواقعة بإيران. اكتُشفت أوانٍ فخارية مزخرفة بالألوان عائدة إلى حقبة جمدة نصر (3000 – 2900 سنة قبل الميلاد) تحت طبقة فيضان شوروباك مباشرة. يُعتقد أن الطوفان العظيم الموصوف في قائمة ملوك سومر يعود بأصله إلى حدث تاريخي حقيقي مشابه إلى حد ما، ويُقدر أنه قد حدث عام 2900 قبل الميلاد.
بإضافة 241200 إلى 2900 نحصل على تاريخ هو 244100 عام قبل الميلاد، لكن معظم الباحثين لا يعتقدون أن السومريين أو البابليين القدماء قد آمنوا حقًا بأن تاريخهم الزمني قديم إلى هذا الحد، بل اعتقدوا غالبًا أن هذه الأرقام هي إما تزييف أو أنها مبنية على الأشهر القمرية (29.53059 يومًا) بدلًا من السنوات الشمسية (365.2425 يومًا).

أما الفيلسوف الروماني شيشرون، فقد عبر عن رأيه في التسلسل الزمني البابلي الذي ذكره مؤرخون مثل بيرسوس، الذي ألف كتابًا باللغة اليونانية عن تاريخ بابل عُرف باسم بابيلونياكا خلال القرن الثالث قبل الميلاد، إذ انتقد شيشرون الادعاء القائل إن ملوك البابليين يعودون بتاريخهم إلى مئات آلاف السنين بقوله:
«فلنهزأ من البابليين.. الرجال الذين تغطي سجلاتهم الزمنية -كما يؤكدون بأنفسهم- مدة أربعمئة وسبعين عامًا».
كتب دويدور الصقلي أيضًا أمرًا مشابهًا حول اعتقاده أن البابليين زوّروا تاريخهم الزمني:
«من الصعب على المرء أن يصدقهم (البابليين) لأنهم يعتقدون أن أربعمئة وثلاثة وسبعين ألف عام كانت قد انقضت من تاريخهم منذ أن بدؤوا في عصورهم القديمة بالنظر إلى النجوم عندما عبر الإسكندر المقدوني آسيا».
بالرغم من هذه الانتقادات، اعتقد بعض اليوناني القدماء -ومن أبرزهم ألكسندر بوليهستر وبرقلس- أن ملوك البابليين كانوا يبلغون من العمر مئات السنوات، وأن البابليين سبقوهم في تحديد خلقهم بـ 200 – 400 ألف عام.

## عند المصريون القدامى
تذكر قائمة الملوك في بردية تورينو مرحلة أسطورية من «حكم الآلهة» والتي بدأت قبل مينا (3050 سنة قبل الميلاد) بنحو 36620 سنة، ما يحدد تاريخ الخلق المصري تقريبًا في عام 39670 قبل الميلاد.

لكن أجزاءً من مؤلفات المؤرخ مانيتون (يوسابيوس القيصري، وجورج سينسيلوس والمحفوظة في كتاب «أجزاء مفرقة للمؤرخ اليوناني» للكاتب والمؤرخ الألماني فيلكس ياكوبي)، تسرد تواريخًا مختلفة. ذكر يوسابيوس في سجله التاريخي ما يلي:
«..كان هؤلاء أول من وصل إلى زمام السلطة في مصر. بعد ذلك، انتقلت الملكية من واحد إلى الآخر بتعاقب غير منقطع.. خلال 13900 سنة – .. بعد الآلهة، حكم أنصاف الآلهة لمدة 1255 سنة، ثم مرة أخرى أتى نسل آخر من الملوك ليستلم الحكم لمدة 1817 سنة، بعدها أتى 30 ملكًا آخر حكموا لمدة 1790 سنة، ثم مرة أخرى أتى 10 ملوك آخرين حكموا لمدة 350 سنة. أتت بعد ذلك فترة حكم أرواح الأموات.. لمدة 5813 سنة».
من خلال هذا الوصف، تصل فترة الحكم قبل مينا إلى 24950 سنة، فإذا جمعنا الفترة التالية منذ حكم مينا (3500 سنة قبل الميلاد) يصبح تاريخ الخلق وفق التقويم المصري 28 ألف عام قبل الميلاد. احتفظ جورج سينسيلوس بمجموعة أخرى من الأرقام لفترة «حكم الآلهة» الأسطورية، 11984 سنة للآلهة و2646 سنة لأنصاف الآلهة بمجموع قدره 14630 سنة، وهكذا يضع الخلق بتاريخ 17680 سنة قبل الميلاد.
يقدم  كتاب سوثيس -الذي يدعوه كثير من الباحثين باسم مانيتون الزائف- أرقامًا مختلفة. يقدّر أحد أجزاء مانيتون الكاذب تاريخ حكم الإله المصري (بتاح) في عام 36525 قبل مينا، وبالتالي يكون تاريخ الخلق هو 39575 قبل الميلاد تقريبًا.
ذكر الإغريق أرقامًا مشابهة في وصف التاريخ الزمني المصري القديم. دوّن ديوجانس اللايرتي أن المصريين القدامى سجلوا تاريخ خلقهم تبعًا لإلههم الأول هيفيستوس (كما سمّاه الإغريق)، وهو ذاته بتاح بالترجمة الإغريقية.

تبعًا لديوجانس، عاش هيفيستوس (بتاح) قبل الإسكندر الأكبر (المولود عام 356 قبل الميلاد) بـ 48863 سنة، ما يضع تاريخ الخلق في عام 49219 قبل الميلاد. كتب هيرودوت أن المصريين القدامى كان لهم آلهة تحكمهم قبل أول عائلة مصرية حاكمة، لكنه لم يحاول تقدير الخلق بشكل دقيق اعتمادًا على تسلسلهم الزمني:
«..إلى هذا الحد وصل التسجيل الذي دونه المصريون وكهنتهم، وقد أظهروا لي أن الوقت الممتد من ملكهم الأول إلى ذلك الكاهن هيفيستوس -الذي كان الأخير- يمتد لثلاثمئة وواحد وأربعين جيلًا، وأنه في هذا الوقت كان هذا هو عدد ملوكهم، وعدد كبار كهنتهم. الآن يمكننا القول إن 300 جيل هي 10 آلاف سنة إذا اعتبرنا أن هناك 3 أجيال في كل 100 عام. وهناك بالإضافة إلى الأجيال الثلاثمئة السابقة يبقى واحد وأربعون جيلًا بزمن يبلغ نحو 1340 سنة. بالتالي تكون الفترة بمجملها هي 11340 سنة، وطوال هذه الفترة -بحسب زعمهم- لم يكن أي من ملوكهم إلهًا في صورة بشر، أو كان هناك أي من هؤلاء قبل هذه الفترة أو بعدها من ضمن باقي ملوك مصر.. بين اليونانيين، يُعتبر هرقل وديونيسوس وبان أصغر الآلهة. أما في مصر، يعتبر بان أقدم هؤلاء، وهو واحد من الآلهة الثمانية التي يقال إنها الأقدم على الإطلاق. ينتمي هرقل إلى السلالة الحاكمة الثانية (المدعوة باسم الآلهة الإثني عشر) وديونيسوس إلى الثالثة التي أتت بعد الـ 12. كم من سنة مرت بين هرقل وحكم أحمس، لقد وضحت ذلك بالفعل؛ يقال إن بان أقدم من ذلك حتى. تعتبر السنوات بين ديونيسوس وأحمس هي الأقل، ويعتقد المصريون أنها 15 ألفًا. يدعي المصريون أنهم متأكدون من كل ذلك، بما أنهم حسبوا السنوات ورتبوها بالكتابة».
تبعًا لهيرودوت، بدأ حكم أنصاف الآلهة المصريين قبل حكم سيتي الأول (1290 قبل الميلاد) بـ 11340 سنة، وبالتالي يكون المجموع 12630 سنة، بينما ذكر هو أرقامًا سابقة هي 15000 و17000 سنة لحكم الآلهة.
كتب الكاتب اليوناني القديم ديودور الصقلي أن المصريين القدامى وضعوا تاريخ خلقهم (أو بداية حكم الآلهة) بفترة «أقل قليلًا من 18 ألف سنة» قبل بطليموس الثاني عشر (117 – 51 قبل الميلاد).
حسب الكاهن الوثني المصري أبولونيوس، الذي عاش في القرن الثاني الميلادي، عمرَ الكون على أنه 153075 سنة كما ذكر ثاوفيلوس الأنطاكي.
كتب الكاتب الوثني مارتيانوس كابيلا في القرن الخامس الميلادي أن المصريين القدماء امتلكوا سجلات لعلم الفلك بدأت قبل عصره بـ 40 ألف سنة.
ناقش إسحق نيوتن أرقام هيرودوت في كتابه «التسلسل الزمني للممالك القديمة» عام 1728، لكنها رُفضت لأنها لم توافق الكونيات المسيحية.
في كتابه العلم المقدس، أعاد عالم الرياضيات والروحانيات الفرنسي رينيه أدولف شوالر دي لوبيكز بناء تواريخ هيرودوت ليصل إلى أن المصريين القدماء وضعوا تاريخ خلقهم في وقت حدث فلكي (نجمي) حدث قبل وقت حياة هيرودوت بثلاثين ألف عام.